# Madison Davenport

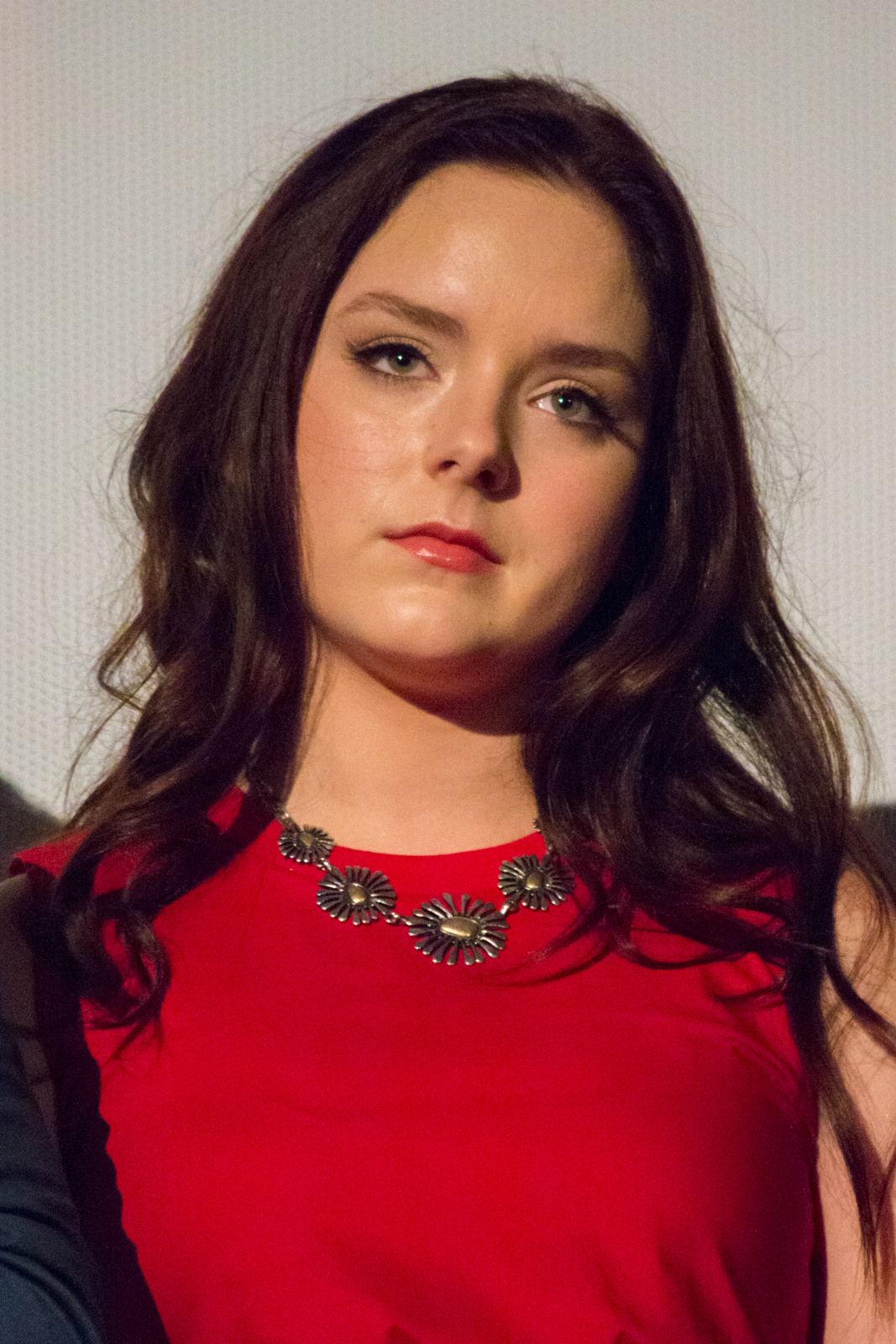
Madison Davenport (2015)

Madison Danielle Davenport (* 22. November 1996 in San Antonio, Texas) ist eine US-amerikanische Schauspielerin.

## Leben und Karriere
Ihre ersten Fernsehauftritte hatte Davenport 2005 im Alter von acht Jahren, wo sie in den Fernsehserien Numbers – Die Logik des Verbrechens, Close to Home, CSI: NY und Hot Properties – Gut gebaut und noch zu haben Nebenrollen spielte.
2006 lieh sie ihre Stimme dem Stachelschweinkind Quillo im Animationsfilm Ab durch die Hecke (deutsche Stimme: Leonard Walenta) sowie dem gleichnamigen Videospiel und dem Animationskurzfilm Hammys Bumerang Abenteuer. 2007 war ihre Stimme im Direct-to-DVD-Zeichentrickfilm Christmas Is Here Again zu hören, wo sie auch drei Musikstücke des Filmsoundtracks sang. Für diese Leistung wurde sie 2008 für den Annie Award in der Kategorie „Best Voice Acting in an Animated Television Production“ nominiert.
2008 spielte Davenport in der Filmkomödie Kit Kittredge: An American Girl die Rolle der Ruthie Smithens; zusammen mit Abigail Breslin, Austin MacDonald, Zach Mills, Willow Smith und Max Thieriot bekam sie hierfür 2009 den Young Artist Award. 2009 spielte sie im Horrorfilm The Attic Door die Hauptrolle der Caroline. Zuletzt hatte sie unter anderem Gastauftritte in den Fernsehserien CSI: Vegas und Dr. House und spielte von 2011 bis 2012 die Rolle der Ethel in der Serie Shameless.
2012 war Davenport im Horrorthriller Possession – Das Dunkle in Dir neben Jeffrey Dean Morgan zu sehen, ferner hat sie eine Rolle in der NBC-Comedyserie Save Me mit Anne Heche. Von 2014 bis 2016 an war sie in der Hauptrolle der Kate Fuller in allen drei Staffeln von From Dusk Till Dawn: The Series zu sehen, der Serienverfilmung des Kultfilms From Dusk Till Dawn von 1996.

## Weiteres
Madison Davenport hat einen vier Jahre jüngeren Bruder, Gage Davenport, der seit 2007 ebenfalls als Schauspieler und Sprecher tätig ist.

## Filmografie (Auswahl)
- 2005: Conversation(s) With Other Women (Conversations with Other Women)
- 2005: Numbers – Die Logik des Verbrechens (NUMB3RS, Fernsehserie, Folge 2x02)
- 2005: Close to Home (Fernsehserie, Folge 1x01)
- 2005: CSI: NY (Fernsehserie, Folge 2x09)
- 2005: Hot Properties – Gut gebaut und noch zu haben (Hot Properties, Fernsehserie, Folge 1x10)
- 2006: Strangers (Kurzfilm)
- 2006: Ab durch die Hecke (Over the Hedge, Stimme)
- 2006: Hammys Bumerang Abenteuer (Hammy’s Boomerang Adventure, Kurzfilm)
- 2006: Bones – Die Knochenjägerin (Bones, Fernsehserie, Folge 2x07)
- 2007: The Sitter – Das Kindermädchen (While the Children Sleep, Fernsehfilm)
- 2007: Christmas Is Here Again
- 2007: TimeShift (Videospiel)
- 2007: Legion of Super Heroes (Fernsehserie, Folge 2x07)
- 2008: Horton hört ein Hu! (Horton Hears a Who!, Stimme)
- 2008: Humboldt County
- 2008: Kit Kittredge: An American Girl
- 2008: Ponyo – Das große Abenteuer am Meer (崖の上のポニョ / Gake no Ue no Ponyo)
- 2008: Parasomnia
- 2008: Emergency Room – Die Notaufnahme (ER, Fernsehserie, Folge 15x04)
- 2008–2009: Spezialagent Oso (Special Agent Oso, Fernsehserie, 3 Folgen)
- 2009: The Attic Door
- 2010: Jack and the Beanstalk
- 2010: Amish Grace (Fernsehfilm)
- 2010: Dad’s Home (Fernsehfilm)
- 2011: CSI: Den Tätern auf der Spur (CSI: Crime Scene Investigation, Fernsehserie, Folge 11x14)
- 2011: Dr. House (House, Fernsehserie, Folge 8x07)
- 2011–2012: Shameless (Fernsehserie, 9 Episoden)
- 2012: Possession – Das Dunkle in dir (The Possession)
- 2013: Save Me (Fernsehserie, 4 Folgen)
- 2013: Criminal Minds (Fernsehserie, Folge 9x05)
- 2014: Noah
- 2014–2016: From Dusk Till Dawn: The Series (Fernsehserie, 29 Folgen)
- 2015: Sisters
- 2018: Sharp Objects (Miniserie, 8 Folgen)
- 2019: Black Mirror (Fernsehserie, Folge 5x03)
- 2019: Reprisal (Fernsehserie, 10 Folgen)
- 2021: Supercool
- 2024: Zeig mir, wer du bist (It’s What’s Inside)